# Hylaea cumularia
Hylaea cumularia là một loài bướm đêm trong họ Geometridae.